# Acasis reducta
Acasis reducta är en fjärilsart som beskrevs av Barend J. Lempke 1950. Acasis reducta ingår i släktet Acasis och familjen mätare. Inga underarter finns listade i Catalogue of Life.